# 花寨站
花寨站是郑州地铁2号线的地铁车站，位于中华人民共和国河南省郑州市管城回族区紫荆山南路与郑航北路交叉口处，2016年8月19日投入运营。
| 1F  | 地面     | 所有出入口                                       | 所有出入口                                       | 所有出入口                                       |
| B1F | 站厅     | 客服中心、自动售票机、行李检查、闸机、车站控制室 | 客服中心、自动售票机、行李检查、闸机、车站控制室 | 客服中心、自动售票机、行李检查、闸机、车站控制室 |
| B2F | █ 2号线  | 往贾河方向（南五里堡）                           | 往贾河方向（南五里堡）                           | 往贾河方向（南五里堡）                           |
| B2F | 岛式站台 | 卫生间                                           | 至站厅                                           |                                                  |
| B2F | █ 2号线  | 往南四环/城郊线郑州航空港站方向（南三环）        | 往南四环/城郊线郑州航空港站方向（南三环）        | 往南四环/城郊线郑州航空港站方向（南三环）        |

### 站厅
花寨站的站厅位于B1层，设有客服中心、自动售票机、行李检查等设施。站厅由闸机和栏杆分隔为付费区和非付费区，付费区内设有自动扶梯、步梯和无障碍电梯连接站台层。

### 站台
花寨站设一座岛式站台，位于B2层，安装有高站台门。站台呈南北向，西侧站台面由2号线下行（南四环/城郊线郑州航空港站方向）列车使用，东侧站台面由2号线上行（贾河方向）列车使用。在站台北端设有卫生间和母婴室。

### 出入口
花寨站設有4個出入口，目前開通A口和B口，分别位于紫荆山南路的东侧和西侧，连接站厅的非付费区，其中B口设有无障碍电梯。
该站已启用各出入口信息如下表所示。
| 郑航街紫荆山南路 | 郑航街紫荆山南路 | 郑航街紫荆山南路 | 郑航街紫荆山南路 | 郑航街紫荆山南路 |
| 编号             | 路线             | 路线             | 路线             | 备注             |
| ---------------- | ---------------- | ---------------- | ---------------- | ---------------- |
| 251              | 花寨公交站       | ⇆                | 中原第一城       |                  |

| 紫荆山南路郑航街 | 紫荆山南路郑航街 | 紫荆山南路郑航街 | 紫荆山南路郑航街 | 紫荆山南路郑航街 |
| 编号             | 路线             | 路线             | 路线             | 备注             |
| ---------------- | ---------------- | ---------------- | ---------------- | ---------------- |
| 251              | 花寨公交站       | ⇆                | 中原第一城       |                  |

## 歷史
2016年8月19日，本站随鄭州地鐵2號線一期開通運營。